# پنتی پکارینن
پنتی پکارینن (فنلاندی: Pentti Pekkarinen; ۲۰ سپتامبر ۱۹۱۷ – ۲۰ ژانویهٔ ۱۹۷۵) سیاستمدار اهل فنلاند بود.